# Pultuce
Pultuce (etruskische Form des griechischen Polydeukes) war ein etruskischer Keramikproduzent des 2. Jahrhunderts v. Chr. Er ist durch Stempel auf Askoi der Ruvfies-Gruppe aus rotem Ton („red sigillata“) sowie weiteren Gefäßen bekannt. Wahrscheinlich handelt es sich bei ihm um den Besitzer einer Keramikwerkstatt in Perugia.